# Hans Somborn
Hans Leopold Somborn, auch Hans L. Somborn (* 4. Mai 1904 in Köln; † 30. Januar 1993 in Lissabon) war ein deutscher Anwalt, Schauspieler, Filmproduktionsleiter, Filmproduzent und Regisseur.

## Leben
Er bildete sich an einem Theaterseminar zum Dramaturgen aus und studierte Jura. 1928 promovierte er an der Philipps-Universität Marburg mit der Arbeit Art, Umfang und Verwirklichung des Rechts der Bühnenkünstler auf Beschäftigung: de lege lata und de lege ferenda. Nach einer Ausbildung zum Schauspieler trat er am Frankfurter Künstlertheater für Rhein und Main, am Stadttheater von Mönchengladbach, Schauspielhaus Köln, Schlossparktheater Berlin und am Neuen Schauspielhaus in Königsberg auf.
1935 begann Dr. Somborns Zusammenarbeit mit Willi Forst, der ihn zunächst als dramaturgischen Berater bei seinem Kriminalfilm Mazurka einsetzte. 1936 wurde er Gesellschafter der Willi Forst-Film und gleichzeitig deren Produktionsleiter. In dieser Funktion hatte Somborn in den folgenden Jahren wesentlichen Anteil an der Entstehung der Willi-Forst-Filme.
Somborn war ab 1937 mit der Schauspielerin Liane Haid verheiratet. Das Paar bekam 1940 einen Sohn, Hans Peter Somborn, der sich als Jazz-Musiker Pierre Spycher nannte, nach dem neuen Ehemann seiner Mutter. Ab 1941 war Somborn mit der Schauspielerin Dora Komar verheiratet. Mit ihr und den drei Söhnen wanderte er 1946 nach Rio de Janeiro aus. Er arbeitete hier als Rechtsanwalt und Berater deutscher Firmen. Für die Regie des brasilianischen Films Garota mineira kehrte Somborn unter dem Pseudonym „Leopold Somporn“ letztmals zum Kino zurück. 1970 kehrte das Ehepaar Somborn/Komar nach Österreich heim, später ließen sich beide zeitweise in Portugal, wo ihr jüngster Sohn wohnt, nieder.

## Filmografie
- 1936: Burgtheater
- 1937: Kapriolen
- 1937: Serenade
- 1938: Bel Ami
- 1939: Ich bin Sebastian Ott
- 1940: Operette
- 1941: Wiener Blut
- 1942: Späte Liebe
- 1943: Frauen sind keine Engel
- 1944/49: Am Vorabend
- 1944/49: Wiener Mädeln
- 1950: Garota mineira (Regie)